# Gouvernement Marchand
 (janvier 2025).
La mise en forme du texte ne suit pas les recommandations de Wikipédia : il faut le « wikifier ».
Les points d'amélioration suivants sont les cas les plus fréquents. Le détail des points à revoir est peut-être précisé sur la page de discussion.
- Les titres sont pré-formatés par le logiciel. Ils ne sont ni en capitales, ni en gras.
- Le texte ne doit pas être écrit en capitales (les noms de famille non plus), ni en gras, ni en italique, ni en « petit »…
- Le gras n'est utilisé que pour surligner le titre de l'article dans l'introduction, une seule fois.
- L'italique est rarement utilisé : mots en langue étrangère, titres d'œuvres, noms de bateaux, etc.
- Les citations ne sont pas en italique mais en corps de texte normal. Elles sont entourées par des guillemets français : « et ».
- Les listes à puces sont à éviter, des paragraphes rédigés étant largement préférés. Les tableaux sont à réserver à la présentation de données structurées (résultats, etc.).
- Les appels de note de bas de page (petits chiffres en exposant, introduits par l'outil «  Source ») sont à placer entre la fin de phrase et le point final[comme ça].
- Les liens internes (vers d'autres articles de Wikipédia) sont à choisir avec parcimonie. Créez des liens vers des articles approfondissant le sujet. Les termes génériques sans rapport avec le sujet sont à éviter, ainsi que les répétitions de liens vers un même terme.
- Les liens externes sont à placer uniquement dans une section « Liens externes », à la fin de l'article. Ces liens sont à choisir avec parcimonie suivant les règles définies. Si un lien sert de source à l'article, son insertion dans le texte est à faire par les notes de bas de page.
- La présentation des références doit suivre les conventions bibliographiques. Il est recommandé d'utiliser les modèles {{Ouvrage}}, {{Chapitre}}, {{Article}}, {{Lien web}} et/ou {{Bibliographie}}. Le mode d'édition visuel peut mettre en forme automatiquement les références.
- Insérer une infobox (cadre d'informations à droite) n'est pas obligatoire pour parachever la mise en page.

Pour une aide détaillée, merci de consulter Aide:Wikification.
Si vous pensez que ces points ont été résolus, vous pouvez retirer ce bandeau et améliorer la mise en forme d'un autre article.
| Gouvernement Flynn | Gouvernement Flynn | Gouvernement Flynn | Gouvernement Flynn | Gouvernement Flynn | Gouvernement Flynn | Gouvernement Flynn | Gouvernement Flynn | Gouvernement Flynn | Gouvernement Flynn | Gouvernement Flynn | Gouvernement Marchand | Gouvernement Marchand | Gouvernement Marchand | Gouvernement Marchand | Gouvernement Marchand | Gouvernement Marchand | Gouvernement Marchand | Gouvernement Marchand | Gouvernement Marchand | Gouvernement Marchand | Gouvernement Marchand | Gouvernement Marchand | Gouvernement Marchand | Gouvernement Marchand | Gouvernement Marchand | Gouvernement Marchand | Gouvernement Marchand | Gouvernement Marchand | Gouvernement Marchand | Gouvernement Marchand | Gouvernement Marchand | Gouvernement Marchand | Gouvernement Marchand | Gouvernement Marchand | Gouvernement Marchand | Gouvernement Marchand | Gouvernement Marchand | Gouvernement Marchand | Gouvernement Marchand | Gouvernement Marchand | Gouvernement Marchand | Gouvernement Marchand | Gouvernement Marchand | Gouvernement Marchand | Gouvernement Marchand | Gouvernement Marchand | Gouvernement Marchand | Gouvernement Marchand | Gouvernement Marchand | Gouvernement Marchand | Gouvernement Parent | Gouvernement Parent | Gouvernement Parent | Gouvernement Parent | Gouvernement Parent | Gouvernement Parent | Gouvernement Parent | Gouvernement Parent | Gouvernement Parent | Gouvernement Parent | Gouvernement Parent | Gouvernement Parent | Gouvernement Parent | Gouvernement Parent |      |      |
| 8e législature     | 8e législature     | 8e législature     | 8e législature     | 8e législature     | 8e législature     | 8e législature     | 8e législature     | 8e législature     | 8e législature     | 8e législature     | 9e législature        | 9e législature        | 9e législature        | 9e législature        | 9e législature        | 9e législature        | 9e législature        | 9e législature        | 9e législature        | 9e législature        | 9e législature        | 9e législature        | 9e législature        | 9e législature        | 9e législature        | 9e législature        | 9e législature        | 9e législature        | 9e législature        | 9e législature        | 9e législature        | 9e législature        | 9e législature        | 9e législature        | 9e législature        | 9e législature        | 9e législature        | 9e législature        | 9e législature        | 9e législature        | 9e législature        | 9e législature        | 9e législature        | 9e législature        | 9e législature        | 9e législature        | 9e législature        | 9e législature        | 9e législature        | 9e législature        | 9e législature      | 9e législature      | 9e législature      | 10e législature     | 10e législature     | 10e législature     | 10e législature     | 10e législature     | 10e législature     | 10e législature     | 10e législature     | 10e législature     | 10e législature     | 10e législature     |      |      |
| 1896               | 1896               | 1896               | 1896               | 1896               | 1896               | 1896               | 1897               | 1897               | 1897               | 1897               | 1897                  | 1897                  | 1897                  | 1897                  | 1897                  | 1897                  | 1897                  | 1897                  | 1898                  | 1898                  | 1898                  | 1898                  | 1898                  | 1898                  | 1898                  | 1898                  | 1898                  | 1898                  | 1898                  | 1898                  | 1899                  | 1899                  | 1899                  | 1899                  | 1899                  | 1899                  | 1899                  | 1899                  | 1899                  | 1899                  | 1899                  | 1899                  | 1900                  | 1900                  | 1900                  | 1900                  | 1900                  | 1900                  | 1900                  | 1900                  | 1900                | 1900                | 1900                | 1900                | 1901                | 1901                | 1901                | 1901                | 1901                | 1901                | 1901                | 1901                | 1901                | 1901                | 1901 | 1901 |

Le mandat du gouvernement de Félix-Gabriel Marchand, devenu premier ministre du Québec à la suite de la victoire du Parti libéral aux élections générales du 11 mai 1897, s'étendit du 24 mai 1897 au 25 septembre 1900, date de sa mort.

## Caractéristiques
Le gouvernement de Félix-Gabriel Marchand entame le début d'un règne libéral qui va durer près de quarante ans. Sa grande victoire de 1897 est en grande partie due à la personnalité de Wilfrid Laurier, premier premier ministre francophone du Canada et emblème de fierté pour les Canadiens-français de l'époque. Celui-ci tient d'ailleurs à ce que le nouveau gouvernement provincial ne s'attire pas l'hostilité du clergé québécois, plus enclin à favoriser les conservateurs.
À la suite de l'accrochage dû à la présentation du projet de loi sur l'éducation, le gouvernement Marchand adopte un style plus pragmatique. Grâce à la vente de terres de la Couronne aux industries de pâtes et papier, il réussit à déclarer des surplus budgétaires. Les futurs gouvernements Parent et Gouin adopteront la même politique.

## Chronologie
- 24 mai 1897 : assermentation du cabinet Marchand devant le lieutenant-gouverneur, Joseph-Adolphe Chapleau.
- 1er septembre 1897 : le gouvernement Marchand communique son projet de réforme de l'éducation au Comité catholique de l'Instruction publique. Un ministère de l'Éducation sera créé qui visera à substituer un ministre au surintendant de l'Instruction publique, à nommer un inspecteur général des écoles, à uniformiser les livres scolaires et à enseigner l'agriculture à l'école.
- 9 novembre 1897 : le nouvel archevêque de Montréal, Paul Bruchési, en désaccord avec le projet de réforme, profite de sa visite à Rome pour inciter le Vatican à faire pression sur Québec pour qu'il le retire.
- 23 novembre 1897 : première session de la Neuvième Législature. Le discours du Trône annonce officiellement la nouvelle loi sur l'Instruction publique.
- 5 janvier 1898 : l'Assemblée législative adopte le projet de loi par 44 voix contre 19. Les évêques du Québec renouvellent leur demande de le retirer.
- 10 janvier 1898 : le Conseil législatif, à majorité conservateur, rejette le projet de loi par 13 voix contre 9.
- 29 septembre 1897 : référendum pan-canadien sur la prohibition. À la question « Êtes-vous en faveur de l'adoption d'un acte prohibant l'importation, la fabrication ou la vente de spiritueux, vins, ale, bière, cidre et toutes autres liqueurs alcooliques servant de boisson ? », le Canada se prononce pour à 51 % alors que le Québec vote contre à 81 %. Laurier décide de maintenir le statu quo.
- 22- 25 novembre 1898 : congrès de colonisation à Montréal. Le gouvernement y annonce le prolongement de trois chemins de fer: celui de la rive nord du fleuve vers Charlevoix, celui du lac Saint-Jean et celui de la baie des Chaleurs.
- 12 janvier 1899 : deuxième session de la Neuvième Législature. Présentation d'une nouvelle loi sur l'Instruction publique, moins réformiste que la première. Elle vise la création de deux bureaux d'examinateurs (l'un catholique et l'autre protestant), la distribution gratuite de livres scolaires, la nomination d'inspecteurs provinciaux par le gouvernement et l'enseignement obligatoire de l'agriculture et du dessin. Cette loi est finalement adoptée par les deux chambres du Parlement du Québec.
- 31 octobre 1899 : départ, à Québec, d'un premier contingent canadien pour le Transvaal où se déroule la seconde guerre des Boers. Plusieurs Québécois s'y sont enrôlés. La majorité d'entre eux est cependant contre une participation du Canada à une guerre de l'Empire britannique, à l'instar du député libéral fédéral Henri Bourassa.
- 19 janvier 1900 : la troisième session de la Neuvième Législature s'ouvre par une déclaration de fidélité à l'Empire britannique et par le souhait d'une victoire de la Grande-Bretagne dans la guerre des Boers.
- Hiver 1900 : Marchand annonce une subvention de $250,000 pour la construction du pont de Québec.
- Printemps 1900 : le ministre Simon-Napoléon Parent vend pour $300,000 de terres forestières pour l'industrie de la pulpe, fournissant ainsi un excédent au budget.
- 25 septembre 1900 : Félix-Gabriel Marchand meurt dans la demeure d'un de ses gendres sur la rue Sainte-Ursule à Québec. C'est la première fois qu'un premier ministre du Québec meurt en fonction.

## Composition
Assermentation le 24 mai 1897:

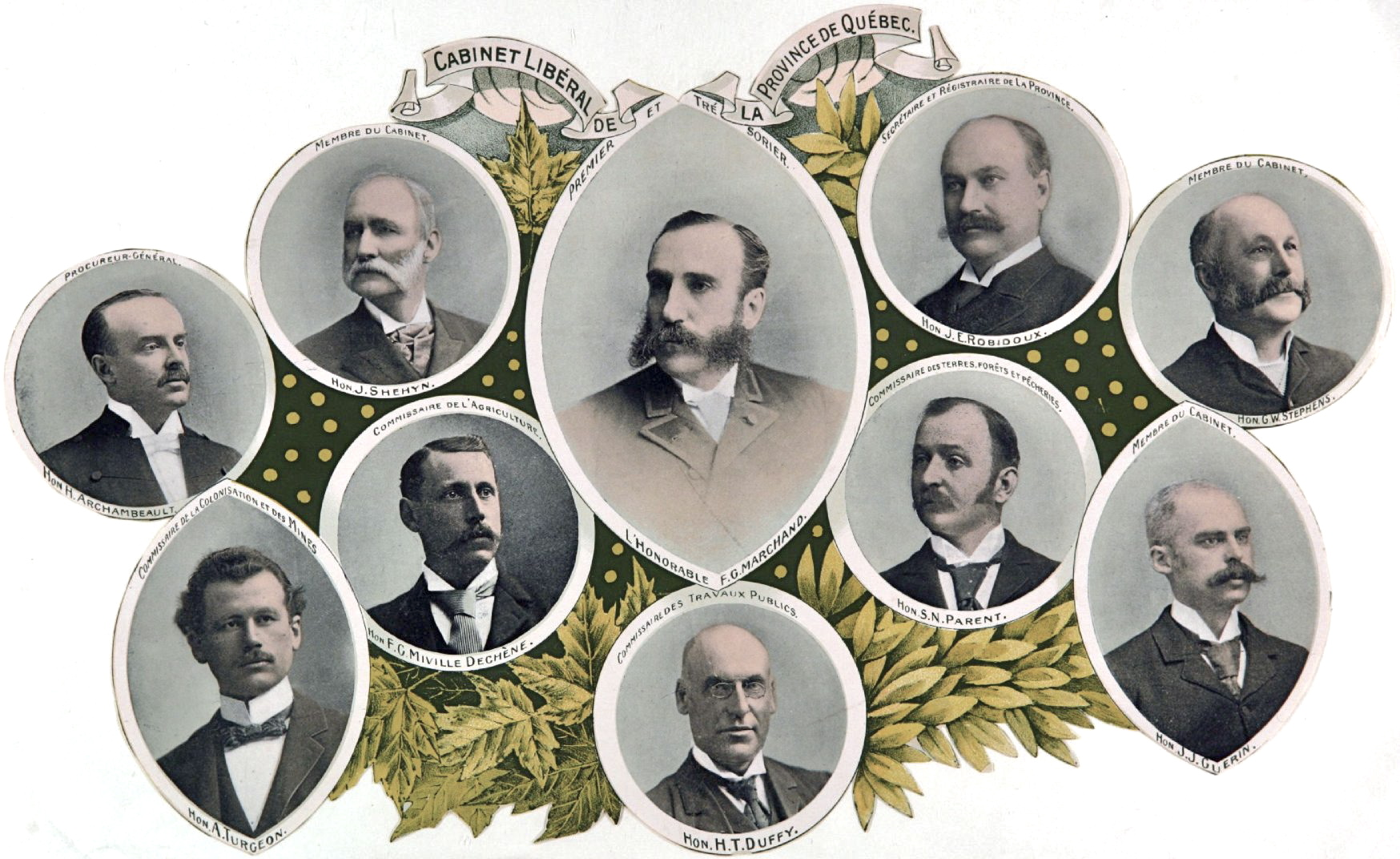
Les membres du gouvernement Marchand en 1897

- Félix-Gabriel Marchand : premier ministre, secrétaire de la province

Assermentation le 26 mai 1897 :
- Félix-Gabriel Marchand : premier ministre, trésorier
- Horace Archambeault : procureur général (Devient président du conseil législatif le 19 juin 1897.)
- Joseph-Émery Robidoux : secrétaire de la province
- François-Gilbert Miville Dechêne : commissaire de l'Agriculture
- Adélard Turgeon : commissaire de la Colonisation et des Mines
- Thomas Duffy (en) : commissaire des Travaux publics
- Simon-Napoléon Parent : commissaire des Terres, Forêts et Pêcheries
- George Washington Stephens : ministre sans portefeuille
- James John Guerin : ministre sans portefeuille
- Joseph Shehyn : ministre sans portefeuille (Départ le 5 février 1900 pour devenir sénateur.)